# Cons-la-Grandville
Cons-la-Grandville (Lothringisch Con-lai-gran-velle) ist eine französische Gemeinde mit 525 Einwohnern (Stand: 2022) im Département Meurthe-et-Moselle in der Region Grand Est (bis 2015 Lothringen). Sie gehört zum Arrondissement Val-de-Briey und ist Mitglied im Gemeindeverband Grand Longwy Agglomération. Die Bewohner werden Conséens und Conséennes genannt.

## Geografie
Die Gemeinde Cons-la-Grandville liegt am Oberlauf der Chiers, etwa zehn Kilometer südlich der Grenze zu Belgien. Der windungsreiche Fluss Chiers hat sich hier bis zu 80 m tief in das Umland eingegraben. Die Flusshänge sind bewaldet; im Nordwesten dominiert der große Forst Bois le Moine. Das südlich der Chiers anschließende Plateau ist von Ackerflächen geprägt.
Nachbargemeinden von Cons-la-Grandville sind Villers-la-Chèvre im Norden, Lexy im Nordosten, Cutry im Osten, Ugny im Süden sowie Montigny-sur-Chiers im Westen.

## Geschichte
Frühere Ortsnamen waren  Cunensis (1173), Kuns (1235), Kons (1309),  Conz (1573), Contz (1682).

## Bevölkerungsentwicklung
| Jahr      | 1962 | 1968 | 1975 | 1982 | 1990 | 1999 | 2006 | 2019 |
| Einwohner | 790  | 828  | 769  | 669  | 596  | 608  | 572  | 507  |

## Sehenswürdigkeiten
- Schloss Cons-la-Grandville aus dem 13. und 16. Jahrhundert, seit 1947 in Teilen als Monument historique eingeschrieben, restliche Teile seit 1987 klassifiziert
- Ehemalige Benediktinerabtei aus dem 16. Jahrhundert, seit 1987 in Teilen als Monument historique klassifiziert
- Pfarrkirche Saint-Hubert, ehemalige Abteikirche Saint-Michel mit Ursprüngen aus dem 11./12. Jahrhundert, seit 1987 als Monument historique klassifiziert
- Ehemaliger Hochofen, errichtet 1865, seit 1974 als Monument historique klassifiziert

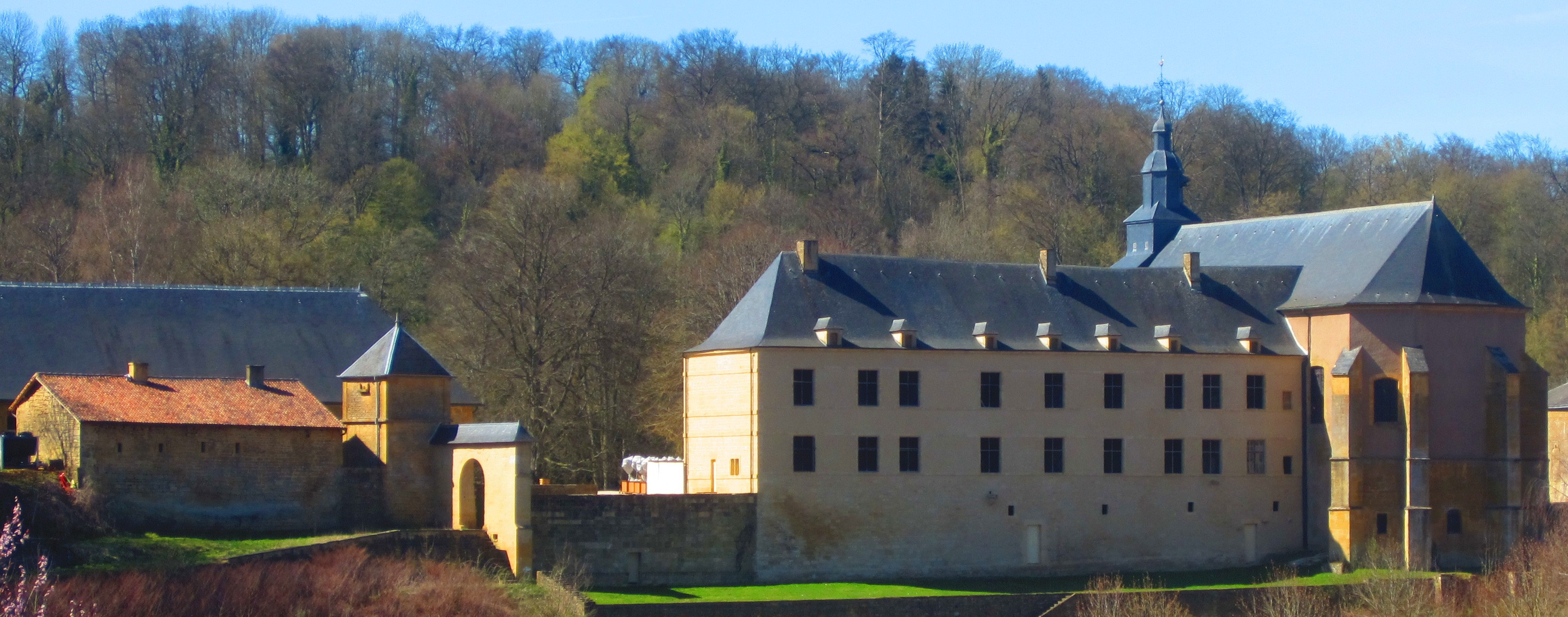
Ehemalige Benediktinerabtei
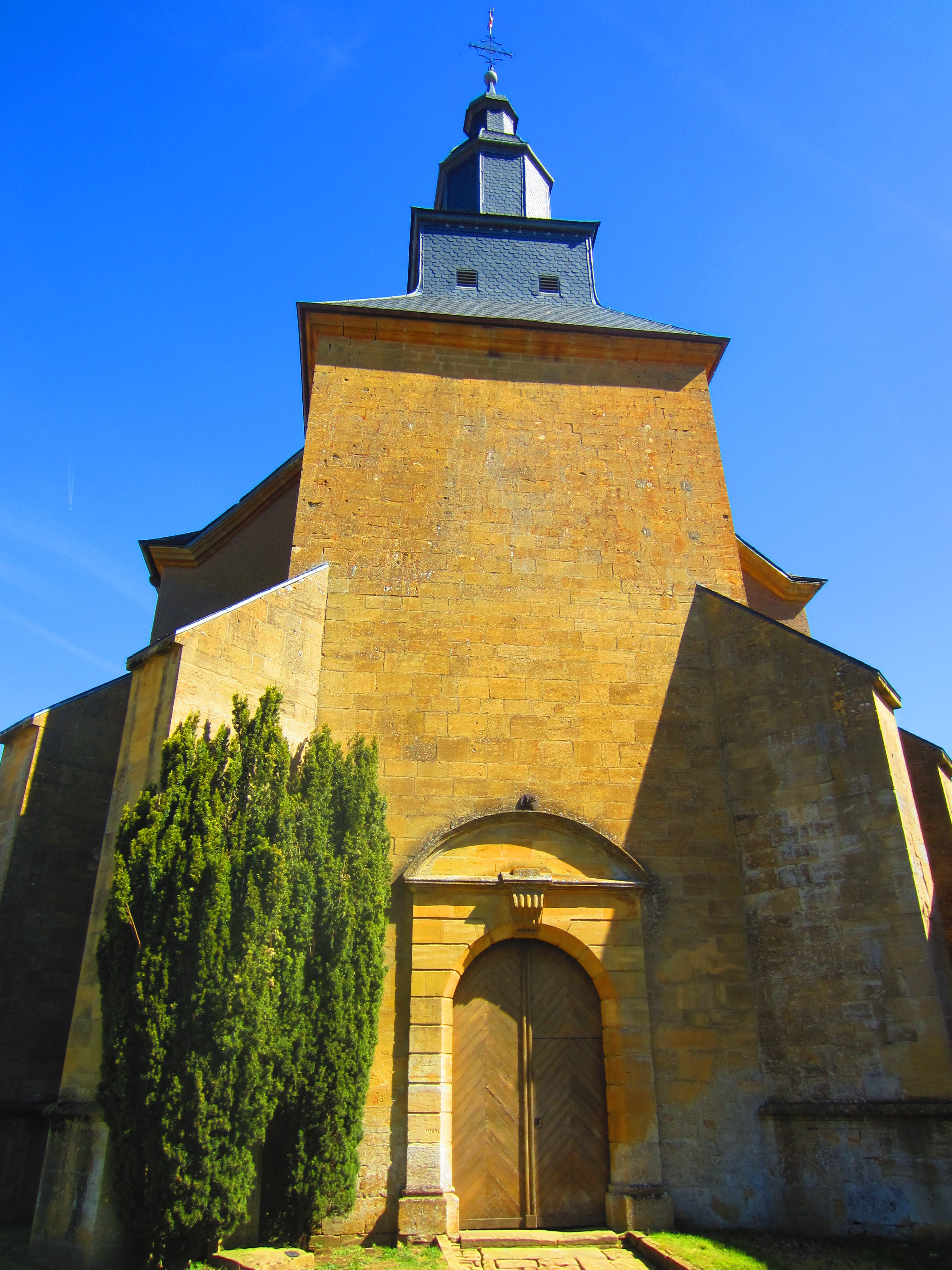
Pfarrkirche Saint-Hubert
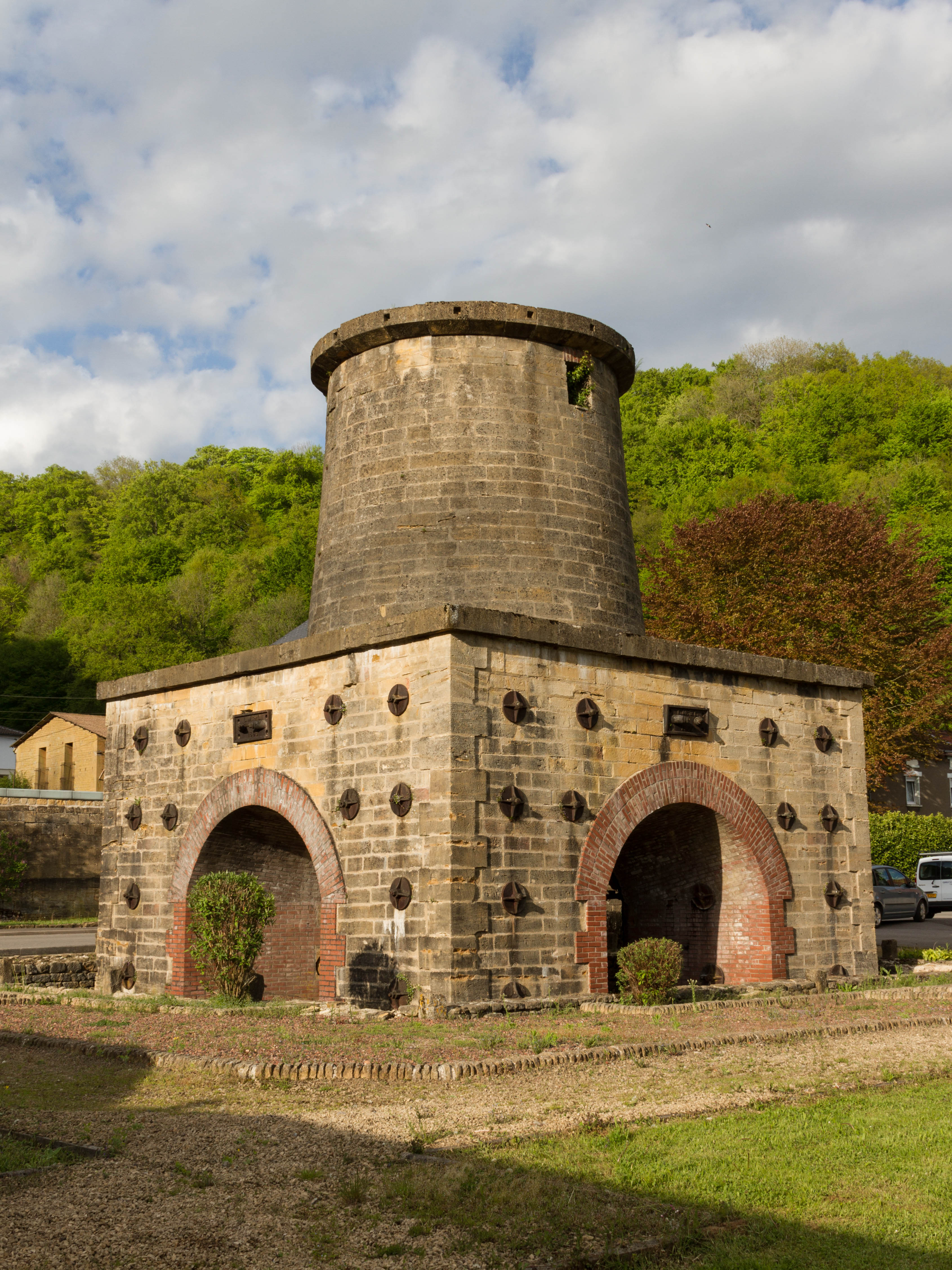
Ehemaliger Hochofen